# Аня (фільм)
«А́ня» (інша назва: «Таємниця Ані Гай») — радянський художній фільм 1927 року, режисерів Ольги Преображенської і Івана Правова. З шести частин фільму збереглася тільки 4-та частина. За мотивами оповідань Сергія Григор'єва «З мішком за смертю» і «Аня Гай».

## Сюжет
Дівчинка Аня, яка втратила своїх батьків по дорозі в рідні місця, знайомиться в поїзді з матросом Жданом. Під час нападу на поїзд білих їй вдається врятуватися. Серед біженців вона зустрічає однолітка — перса Алі, з яким вони продовжать шлях. Допомагаючи одне одному, юні герої переживають усілякі пригоди, в результаті потрапляють на пароплав, де капітаном є Ждан, і допомагають команді доставити вантаж за призначенням: під час нападу білих Алі, рятуючи Аню, героїчно гине, а Аня і Ждан, виконавши перше важливе завдання більшовиків, вступають у Червону армію.

## У ролях
- Нонна Тимченко —  Аня
- Юлдаш Агзамов —  Алі, перс
- Наум Рогожин —  Хан-Хоз-огли, перський купець
- Михайло Жаров —  Ждан, матрос, червоний командир
- Леонід Юренєв —  Пармен Іванович, кермовий
- Олена Тяпкіна — епізод

## Знімальна група
- Режисери — Ольга Преображенська, Іван Правов
- Сценаристи — Ольга Преображенська, Іван Правов
- Оператор — Василь Хватов
- Художник — Дмитро Колупаєв